# Robert Urbanek
Robert Urbanek (ur. 29 kwietnia 1987 w Łęczycy) – polski lekkoatleta specjalizujący się w rzucie dyskiem.
W 2009 był siódmy podczas mistrzostw Europy do lat 23, a w 2011 zajął piątą lokatę na uniwersjadzie. Finalista mistrzostw Europy z Helsinek (2012). Nie udało mu się awansować do finału podczas igrzysk olimpijskich w Londynie. Finalista mistrzostw świata z 2013 oraz brązowy medalista mistrzostw Europy z 2014 roku z Zurychu. Brązowy medalista mistrzostw świata z 2015 z Pekinu.
Reprezentant Polski w meczach międzypaństwowych.
Ma w dorobku sześć medali mistrzostw Polski seniorów – złoty (Białystok 2017), trzy srebra (Toruń 2013, Szczecin 2014 i Kraków 2015) oraz dwa brązowe (Bydgoszcz 2011 i Bielsko-Biała 2012).

## Osiągnięcia
| Rok  | Impreza                                 | Miejsce        | Lokata            | Wynik |
| ---- | --------------------------------------- | -------------- | ----------------- | ----- |
| 2009 | Młodzieżowe mistrzostwa Europy          | Kowno          | 7. miejsce        | 57,38 |
| 2011 | Uniwersjada                             | Shenzhen       | 5. miejsce        | 62,17 |
| 2012 | Mistrzostwa Europy                      | Helsinki       | 6. miejsce        | 62,99 |
| 2012 | Igrzyska olimpijskie                    | Londyn         | el. – 32. miejsce | 59,56 |
| 2013 | Mistrzostwa świata                      | Moskwa         | 6. miejsce        | 64,32 |
| 2014 | Mistrzostwa Europy                      | Zurych         | 3. miejsce        | 63,81 |
| 2014 | Puchar interkontynentalny               | Marrakesz      | 6. miejsce        | 60,27 |
| 2015 | Superliga drużynowych mistrzostw Europy | Czeboksary     | 1. miejsce        | 63,03 |
| 2015 | Mistrzostwa świata                      | Pekin          | 3. miejsce        | 65,18 |
| 2016 | Mistrzostwa Europy                      | Amsterdam      | 9. miejsce        | 62,18 |
| 2016 | Igrzyska olimpijskie                    | Rio de Janeiro | el. – 17. miejsce | 61,76 |
| 2017 | Superliga drużynowych mistrzostw Europy | Lille          | 2. miejsce        | 66,25 |
| 2017 | Mistrzostwa świata                      | Londyn         | 7. miejsce        | 64,15 |
| 2018 | Mistrzostwa Europy                      | Berlin         | el. – 14. miejsce | 62,00 |
| 2019 | Mistrzostwa świata                      | Doha           | el. – 23. miejsce | 61,78 |
| 2021 | Puchar Europy w rzutach                 | Split          | 10. miejsce       | 60,15 |
| 2021 | Superliga drużynowych mistrzostw Europy | Chorzów        | 2. miejsce        | 62,57 |
| 2022 | Puchar Europy w rzutach                 | Leiria         | 7. miejsce        | 59,72 |
| 2022 | Mistrzostwa Europy                      | Monachium      | el. – 17. miejsce | 60,47 |
| 2023 | Puchar Europy w rzutach                 | Leiria         | 5. miejsce        | 61,77 |
| 2023 | I dywizja drużynowych mistrzostw Europy | Chorzów        | 3. miejsce        | 61,97 |
| 2023 | Mistrzostwa świata                      | Budapeszt      | el. – 28. miejsce | 61,30 |
| 2024 | Puchar Europy w rzutach                 | Leiria         | 7. miejsce        | 59,91 |
| 2024 | Mistrzostwa Europy                      | Rzym           | el. – 20. miejsce | 60,75 |

## Rekordy życiowe
- rzut dyskiem – 66,93 m (19 maja 2012, Halle) – wynik ten daje mu 2. lokatę w polskich tabelach historycznych